# Anacanthotermes macrocephalus
Anacanthotermes macrocephalus es una especie de termita cosechadora del género Anacanthotermes, de la familia Hodotermitidae, orden Blattodea. Fue descrita por Desneux en 1906.
Se distribuye por Asia: Guyarat, Punyab, Rayastán, Afganistán, Irán y la región de Baluchistán. Fue publicada en Desneux, J. (1906a) Variétés termitologiques. Annales de la Société Entomologique de Belgique, 49(12), 336–360.